# Higany(II)-jodid
A higany(II)-jodid (INN: mercuric iodide) a higany jóddal alkotott vegyülete. Képlete HgI2. Vörös színű, íztelen por. Erős méreg, erős baktericid hatása van. Vízben rosszul oldódik. Alkoholos oldata barna, benzolos oldata vörös színű. Jól oldódik higany(II)-nitrát-oldatban. 126 °C-on sárga módosulattá alakul. A sárga módosulat rombos szerkezetű kristályokat alkot. Alacsonyabb hőmérsékleten visszaalakul a vörös színű módosulattá, amely négyzetes kristályszerkezetű.

## Kémiai tulajdonságai
Fény hatására bomlik. Ha kálium-jodid oldatban oldódik, komplex sóvá, kálium-tetrajodo-merkuráttá alakul. A kálium-tetrajodo-merkurát vízben jól oldódik, ezért a higany(II)-jodid így oldatba vihető.
{\displaystyle \mathrm {HgI_{2}+2\ KI\rightarrow K_{2}[HgI_{4}]} }
A kálium-tetrajodo-merkurát lúgos kémhatású oldata a Nessler-reagens, amit az analitikában ammónia és ammóniumionok kimutatására használnak, ugyanis ezekkel sárgásbarna színű csapadékot ad.

## Előállítása
A higany(II)-jodidot kálium-jodid oldatból higany(II)-klorid oldat hozzáöntésével állítják elő.
{\displaystyle \mathrm {HgCl_{2}+2\ KI\rightarrow HgI_{2}+2\ KCl} }
Elemeiből, higanyból és jódból is képződhet alkohol jelenlétében.
{\displaystyle \mathrm {Hg+I_{2}\rightarrow HgI_{2}} }